# Yngerns öga
Yngerns öga är en sjö i Södertälje kommun i Södermanland och ingår i Norrströms huvudavrinningsområde. Sjön är 8,3 meter djup, har en yta på 0,015 kvadratkilometer och befinner sig 38,4 meter över havet.